# 제2차 리비아 내전
제2차 리비아 내전은 카다피 축출 이후 리비아가 두 개의 정부로 나뉘면서 2014년부터 정부간, 또는 군사집단간에 벌어진 내전이다.
리비아에는 2012년에 선출한 제헌의회인 총국민회의가 있었다. 총국민의회의 임기가 끝나가면서 2014년 6월에 새 의회를 선출했다. 2014년 리비아 총선 과정에서 이슬람주의 세력이 패배하자 이슬람주의 세력이 반란을 일으켜 선거가 무효라고 주장했고, 새 의회인 대표자 의회 정부는 리비아 동부 투브루크로 망명하였다.
이슬람주의 계통의 민병대가 대표회의 의회에 참여하지 않은 기존 총국민회의 의회 의원들을 바탕으로 새로운 총국민회의를 구성하면서 리비아는 서로 합법 정부를 자처하는 두 개의 국가로 분단되었다. 트리폴리를 이슬람주의 세력이 장악하고 있는 가운데 트리폴리에 소재한 리비아 대법원은 2014년 11월 6일자로 6월 총선이 무효라고 선고했다. 대부분의 국제사회는 투브루크로 피난간 새 정부를 리비아의 합법정부로 보았다. 이가운데 이슬람 극단주의 무장단체인 이슬람 국가(IS)와 동부에서 활동하는 이슬람 극단주의 민병대 벵가지 혁명 슈라위원회가 내전에 참여하고 있다. 테러리즘 성향 이슬람교 과격파를 퇴치하기 위한 국제사회의 노력으로 트리폴리 정부와 투브루크 정부 사이에 통일 합의가 이루어져 2016년 3월 국가협정정부로의 통일이 이루어졌다. 그러나 이후 토브룩 정부가 합의를 파기했다. 합의 이후에는 새로운 트리폴리 정부가 국제적으로 인정받는 리비아의 합법정부가 되었다. 그러나 아직까지 각 부족들이나 일부 종파, 정파들의 대립과 분쟁이 그치지 않고 있다. 2016년 12월 리비아 안에서의 ISIL 세력들을 무너뜨렸으나 잔존 세력들이 2017년 이후에도 테러를 벌이는 상황도 있다.
2019년 4월 4일 리비아 국민군의 원수 칼리파 하프타르가 리비아 서부에서 국가협의정부가 통치 중인 수도 트리폴리 점령을 목적으로 공세를 시작하였다. 2020년 전쟁 당사자들이 휴전을 합의하면서 전쟁이 끝났다.